# Тенгусельга
Те́нгусельга (карел. Tenhuselgü) — деревня в составе Коверского сельского поселения Олонецкого национального района Республики Карелия.

## Общие сведения
Расположена на южном берегу озера Тенгусельга.
В результате сокращения населения в 1957 году деревни Левендукса, Сергоручей и Тенгу-Сармяги были присоединены к Тенгусельге.

## Население
| 2002 | 2009 | 2010 | 2013 |
| ---- | ---- | ---- | ---- |
| 27   | ↗28  | ↘25  | ↗32  |